# Železná
Železná é uma comuna checa localizada na região da Boêmia Central, distrito de Beroun.